# Paul Irwin Forster
Paul Irwin Forster  (n. 1961 ) es un botánico australiano
En 2004 obtuvo su doctorado, defendiendo la tesis: The pursuit of plants : studies on the systematics, ecology and chemistry of the vascular flora of Australia and related regions, en la Universidad de Queensland.
Desarrolla su actividad científica en el Herbario de Queensland, dependiente de la "Agencia de Protección Ambiental", en los Brisbane Botanic Gardens.

## Algunas publicaciones
- 1989. Ecophysiological, morphological and anatomical variation between selected provenances of Eucalyptus Grandis and E. Saligna (Myrtaceae)
- 1990. Proposal to Conserve Marsdenia R. Br. against Stephanotis Thouars (Asclepiadaceae). Taxon 39 ( 2): 364-367
- 1991a. A taxonomic revision of Cynanchum L. (Asclepiadaceae: Asclepiadoideae) in Australia. Australian systematic botany 3
- 1991b. A taxonomic revision of Gymnanthera R.Br. (Asclepiadaceae: Periplocoideae) in Australia. Australian systematic botany 4
- 1992a. A taxonomic revision of Alstonia (Apocynaceae) in Australia. Australian systematic botany 5
- 1992b. New Varietal Combinations in Agave Vivipara (Agavaceae). Brittonia 44 ( 1): 74-75
- 1993a. Rediscovery of Euphorbia carissoides (Euphorbiaceae). Australian Systematic Botany 6 (3): 269-272
- 1993b. Taxonomic Relationships and Status of the Genus Dorystephania (Asclepiadaceae: Marsdenieae) from the Phillipines and Borneo. Australian Systematic Botany 6 ( 4): 351-357
- 1994.  Type collections of Asclepiadaceae at Herbarium Bogoriense (BO). Australian Systematic Botany 7 (5 ): 507-519
- 1995a.  New names and combinations in Marsdenia (Asclepiadaceae: Marsdenieae) from Asia and Malesia (excluding Papusia). Australian Systematic Botany 8 ( 5): 691-701
- 1995b. Corrigenda — Circumscription of Marsdenia (Asclepiadaceae: Marsdenieae), with a revision of the genus in Australia and Papuasia. Australian Systematic Botany 8 (5 ): 703-933
- 1995c. Circumscription ofMarsdenia (Asclepiadaceae: Marsdenieae), with a revision of the genus in Australia and Papuasia. Australian Systematic Botany 8 ( 5): 703-933
- ----, PC van Welzen. 1999. The Malesian species of Choriceras, Fontainea, and Petalostigma (Euphorbiaceae). Blumea, J.Plant Taxonomy & Geography 44-1
- Terry, I, CJ Moore, GH Walter, PI Forster, RB Roemer, J Donaldson, P Machin. 2004a. Association of cone thermogenesis and volatiles with pollinator specificity in Macrozamia cycads. Plant Systematics and Evolution 243: 233-247
- Chemnick, J, R Oberprieler, J Donaldson, I Terry, R Osborne, W Tang, PI Forster. 2004b. Insect pollinators of cycads: protocol for collecting and studying cycad pollinators. The Cycad Newsletter 27 (5): 3-7
- Terry, I, G Walter, C Moore, PI Forster, P Machin, J Donaldson. 2004c. Cone volatiles of selected Macrozamia species and their possible role in pollinator specificity and species isolation. pp. 155-169. En Ed. A. Lindstrom (ed.). Proc. from the 61.er International Cycad Conference on Cycad Biology, Nong Nooch Tropical Botanical Garden, Tailandia. 155-169
- Rasikari, HL, Leach, DN, Waterman, PG, Spooner-Hart, RN, Basta, AH, Banbury, LK & Forster, PI. 2005a. Acaricidal and cytotoxic activities of extracts from selected genera of Australian Lamiaceae. J. of Economic Entomology 98 ( 4): 1259-1266
- Rasikari, HL, Leach, DN, Waterman, PG, Spooner-Hart, RN, Basta, AH, Banbury, LK, Winter, KM & Forster, PI. 2005b. Cytotoxic clerodane diterpenes from Glossocarya calcicola. Phytochemistry 66 ( 24): 2844-2850
- Terry, I, G Walter, C Moore, PI Forster, J Donaldson. 2005c. Pollination of Australian Macrozamia cycads - effectiveness and behavior of specialist vectors in a dependent mutualism. Am. J. of Botany

- Wanntorp, L; PI Forster. 2007. PHYLOGENETIC RELATIONSHIPS BETWEEN HOYA AND THE MONOTYPIC GENERA MADANGIA, ABSOLMSIA, AND MICHOLITZIA (APOCYNACEAE, MARSDENIEAE): INSIGHTS FROM FLOWER MORPHOLOGY. Missouri Botanical Garden
- Terry, I, PI Forster, R Roemer, P Machin, C Moore. 2008. Does Macrozamia platyrhachis (Zamiaceae) deserve endangered species status? Conservation and pollination biology of a geographically restricted cycad. Australian J. of Botany

- La abreviatura «P.I.Forst.» se emplea para indicar a Paul Irwin Forster como autoridad en la descripción y clasificación científica de los vegetales.[1]